# Хабібуллоєв Махмаджон Халімович
Махмаджон Халімович Хабібуллоєв (тадж. Маҳмадҷон Ҳалимович Ҳабибуллоев, нар. 8 травня 1965) — радянський і таджицький футболіст, що грав на позиції півзахисника. По закінченні кар'єри футболіста — таджицький футбольний тренер. Тривалий час очолював клуб «Регар-ТадАЗ», працював також із національною збірною Таджикистану.

## Клубна кар'єра
Махмаджон Хабібуллоєв розпочав виступи у командах майстрів у 1991 році в команді другої ліги СРСР «Хосилот». З наступного року Хабібуллоєв грав у команді «Равшан» вже в чемпіонаті незалежного Таджикистану, та в 1994 році став у його складі володарем Кубка Таджикистану. У 1994 році завершив виступи на футбольних полях.

## Тренерська кар'єра
Після завершення виступів на футбольних полях Махмаджон Хабібуллоєв розпочав тренерську кар'єру. У 2000 році колишній футболіст очолив клуб «Регар-ТадАЗ», у якому безперервно працював до 2013 року, на чолі клубу 6 разів ставав чемпіоном Таджикистану, тричі володарем Кубка президента АФК, та 4 рази володарем Кубка Таджикистану. У 2007 році Махмаджон Хабібуллоєв одночасно очолював національну збірну Таджикистану. У 2013—2014 роках тренер очолював молодіжну збірну країни. У 2014 році Хабібуллоєв очолював клуб «Далерон-Уротеппа».
У 2015 році Махмаджон Хабібуллоєв очолив клуб «Равшан», проте вже в липні цього ж року покинув команду. Відразу після цього тренер очолив клуб «Хосилот», у якому працював до 2017 року. У 2018—2020 роках Хабібуллоєв удруге в кар'єрі очолював клуб «Регар-ТадАЗ», проте нових титулів з командою не здобув. У 2020—2021 роках тренер очолював клуб «Куктош». На початку 2021 року Хабібуллоєв очолив клуб «Істравшан», проте вже у вересні 2021 року повідомив про завершення тренерської кар'єри в таджицькому футболі.

## Титули і досягнення

### Як гравця
- Володар Кубка Таджикистану (1):

«Равшан»: 1994

### Як тренера
- Чемпіон Таджикистану (6):

«Регар-ТадАЗ»: 2001, 2002, 2004, 2006, 2007, 2008
- Володар Кубка Таджикистану (4):

«Регар-ТадАЗ»: 2001, 2002, 2005, 2006
- Володар Кубка президента АФК (3):

«Регар-ТадАЗ»: 2005, 2008, 2009